# Ратови звезда: Празнични специјал
Ратови звезда: Празнични специјал (енгл. Star Wars Holiday Special) амерички је телевизијски специјал који је приказао CBS 17. новембра 1978. године. Смештен је у научнофантастични универзум медијске франшизе Ратови звезда. Режију потписује Стив Бајндер, а одиграва се између оригиналног филма и Империја узвраћа ударац (1980). Главна глумачка постава оригиналног филма понавља своје улоге, док је представљен лик Бобе Фета, који је био присутан у каснијим филмовима.
У причи која повезује специјалн, пратећи догађаје из оригиналног филма, Чубака и Хан Соло покушавају да посете матичну планету вукија Кашик како би прославили „Дан живота”. Прогоне их војници Галактичке империје, који трагају за члановима Побуњеничке алијансе на планети. Специјалн представља три члана Чубакине породице: оца Ичија, супругу Малу и сина Лампија.
У специјалу су присутни и други ликови из Ратова звезда, као што су Лук Скајвокер, C-3PO, R2-D2, Дарт Вејдер и Леја Органа, које тумаче оригинални глумци (осим дроида R2-D2, који је потписан као „он”). Такође садржи снимак из филма из 1977. и цртани у ком је приказан ловац на главе, Боба Фет. Сцене се одвијају у свемиру и свемирским летелицама, укључујући Миленијумског сока и разарача звезда; сегменти се такође одвијају на неколико других места, као што је Мос Ајзли из оригиналног филма.
Специјал је познат по изузетно негативном пријему и никада није поново емитован нити званично објављен на кућном видеу. Постао је донекле културна легенда због подземног квалитета свог постојања. Гледан је и дистрибуиран у снимцима ван етра које су обожаваоци направили из оригиналног телевизијског преноса као лажне примерке, а такође је постављен на веб-сајтове за дељење садржаја. Насупрот томе, анимирани сегмент који је представио Бобу Фета добио је позитивне критике и 2021. је објављен за Disney+.

## Улоге
| Глумац          | Улога         |
| --------------- | ------------- |
| Марк Хамил      | Лук Скајвокер |
| Харисон Форд    | Хан Соло      |
| Кари Фишер      | Леја Органа   |
| Ентони Данијелс |               |
| Питер Мејхју    | Чубака        |
| Џејмс Ерл Џоунс | Дарт Вејдер   |
| Беатрис Артус   | Акмена        |
| Арт Карни       | Шон Дан       |
| Дајен Керол     | Мармеја       |
|                 | група         |
| Харви Корман    | разни ликови  |